# ザンジバル海峡
ザンジバル海峡（ザンジバルかいきょう、英語: Zanzibar Channel）はウングジャ島（ザンジバルとも）とタンザニア本土を隔てる水道である。全長は120km、幅は30-40km、水深は数十メートル（中央部）から数百メートル（南北にかけて）。古代には全体的な水深は現在より浅かったと考えられている（最後の氷期には約120m未満）。
海峡の南側、ダルエスサラームの22km南の本土に位置する Ras Kanzi promontory の海岸には入口であることを示す灯台がある。 